# NK Odranci
Nogometni klub Odranci, bolje poznan pod NK Odranci ali preprosto Odranci, je slovenski nogometni klub iz Odrancev. Klub je bil ustanovljen leta 1973. 

## Nagrade
- Tretja slovenska liga

Zmagovalci: 2010–11, 2014–15
- Pomurska liga (četrta liga)

Zmagovalci: 2004–05,  2005–06